# Songs of Faith and Devotion
Songs Of Faith And Devotion е първият „рок-ориентиран“ и осмият албум на Депеш Мод. Издаден е през 1993 г. Той достига рекорден брой продажби в САЩ и Великобритания като за първи път албум на групата става номер 1 в тези две страни.Songs Of Faith And Devotion е съвсем ново начало за Депеш като в него са използвани множество „живи“ инструменти, а не обичайните за предишните им албуми електронни звуци. Албумът е с изключителното участие на Алан Уайлдър, който е отговорен за обработването на множество от песните в Songs Of Faith And Devotion. Огромният успех на албума е последван и от огромно по размерите си турне. Депеш Мод разчупват поставеният им етикет на „бой-група“ като на сцената те изглеждат изцяло като рок-група, а фронтменът Дейв Геън се изживява като Рок-Бог. По време на турнето той е зависим от наркотиците и алкохола, което допринася за голямото напрежение в групата през цялото Devotional Tour.
Първият сингъл на албума I Feel You е изцяло ориентиран в рок-жанра, което за голямо учудване се приема много добре от феновете на групата свикнали с по-лекото звучене на групата. Песента достига номер 8 в класацията на Великобритания, а в САЩ достига до номер 1 в класацията за модерен рок.
Вторият сингъл Walking In My Shoes също се радва на голям успех, като песента и видеото към нея са едни от най-мрачните в творчеството на групата. Песента достига номер 12 в класацията на Великобритания и номер 1 в класацията за модерен рок на САЩ.
Третият сингъл Condemnation достига 9-о място в класацията на Великобритания и 23-то в класацията за модерен рок на САЩ.
Четвъртият сингъл In Your Room е с изцяло нов аранжимент в сравнение с версията на песента от албума. Тя достига номер 8 в класацията на Великобритания и номер 1 в класацията на САЩ за модерен рок.
Така цели 3 сингъла от общо 4 от Songs Of Faith And Devotion достигат до номер 1 в класацията на САЩ за модерен рок. Явно Депеш Мод са открили вярният път за да достигнат до сърцата на феновете. Дали обаче ще открият верния път към оцеляването на групата...

## Списък с песните

### Оригинален траклист
1. "I Feel You" – 4:35
2. "Walking in My Shoes" – 5:35
3. "Condemnation" – 3:20
4. "Mercy in You" – 4:17
5. "Judas" – 5:14
6. "In Your Room" – 6:26
7. "Get Right with Me" – 3:52
8. "Rush" – 4:37
9. "One Caress" – 3:32
10. "Higher Love" – 5:56

### Колекционерско издание CD + DVD
1. "My Joy" – 3:57
2. "Condemnation" (Paris Mix) – 3:21
3. "Death's Door" (Jazz Mix) – 6:38
4. "In Your Room" (Zephyr Mix) – 4:50
5. "I Feel You" (Life's Too Short Mix) – 8:35
6. "Walking in My Shoes" (Grungy Gonads Mix) – 6:24
7. "My Joy" (Slow Slide Mix) 5:11
8. "In Your Room" (Apex Mix) 6:43